# A Real Madrid CF 2000–2001-es szezonja
A Real Madrid CF 2000–2001-es szezonja a csapat 97. idénye volt fennállása óta, sorozatban a 70. a spanyol első osztályban

## Mezek
Gyártó: Adidas/
mezszponzor: Teka
| Hazai | Vendég | Harmadik |

| Kapus 1 | Kapus 2 | Kapus 3 |

## Játékos keret
| #  |     | Poszt | Név                     |
| -- | --- | ----- | ----------------------- |
| 1  | GER | K     | Bodo Illgner            |
| 2  | ESP | V     | Míchel Salgado          |
| 3  | BRA | V     | Roberto Carlos da Silva |
| 4  | ESP | V     | Fernando Hierro         |
| 5  | ESP | V     | Manolo Sanchís          |
| 6  | ESP | V     | Iván Helguera           |
| 7  | ESP | CS    | Raúl                    |
| 8  | ENG | KP    | Steve McManaman         |
| 9  | ESP | CS    | Fernando Morientes      |
| 10 | POR | KP    | Luís Figo               |
| 11 | BRA | KP    | Sávio                   |
| 12 | ESP | V     | Iván Campo              |
| 13 | ESP | K     | César Sánchez           |
| 14 | ESP | KP    | Guti                    |
| 15 | CMR | KP    | Geremi                  |
| 16 | BRA | KP    | Flávio Conceição        |
| 17 | ESP | CS    | Pedro Munitis           |

| #  |     | Poszt | Név                     |
| -- | --- | ----- | ----------------------- |
| 18 | ESP | V     | Aitor Karanka           |
| 19 | ESP | CS    | Tote                    |
| 20 | ESP | KP    | Albert Celades          |
| 21 | ARG | KP    | Santiago Solari         |
| 22 | ESP | KP    | Álvaro Benito           |
| 24 | FRA | KP    | Claude Makélélé         |
| 25 | ESP | K     | Iker Casillas           |
| 26 | ESP | KP    | Alberto Rivera          |
| 27 | ESP | K     | Carlos Sánchez          |
| 29 | ESP | KP    | Andrés del Campo Santos |
| 30 | ESP | CS    | Sergio Sestelo          |
| 31 | ESP | CS    | José Manuel Meca        |
| 32 | ESP | KP    | Manu                    |
| 34 | ESP | V     | Francisco Pavón         |
| 36 | ESP | V     | Rubén                   |
| 37 | ESP | KP    | Conrado Zafra           |

## Átigazolások

### Érkezők
| Mezszám | Poz. | Nemzet   | Név              | Kor | EU          | Honnan                 | Szerződés megnevezése | Átigazolási időszak | Szerződés vége | Átigazolás összege | Forrás |
| ------- | ---- | -------- | ---------------- | --- | ----------- | ---------------------- | --------------------- | ------------------- | -------------- | ------------------ | ------ |
| 10      | KP   | portugál | Luís Figo        | 27  | EU          | Barcelona              | átigazolás            | nyár                | 2005           | 60M €              |        |
| 16      | KP   | brazil   | Flavio Conceição | 26  | EU          | Deportivo de La Coruña | átigazolás            | nyár                | 2004           | 25M €              |        |
| 24      | KP   | francia  | Claude Makélélé  | 27  | EU          | Celta Vigo             | átigazolás            | nyár                | 2003           | 14M €              |        |
| 23      | CS   | spanyol  | Pedro Munitis    | 25  | EU          | Racing Santander       | átigazolás            | nyár                | 2003           | 12M €              |        |
| 13      | K    | spanyol  | César Sánchez    | 28  | EU          | Valladolid             | átigazolás            | nyár                | 2005           | 7M €               |        |
| 21      | KP   | argentin | Santiago Solari  | 23  | EU-n kívüli | Atlético Madrid        | átigazolás            | nyár                | 2005           | 4M €               |        |

Összes kiadás: 122M €

### Távozók
| Mezszám | Poszt | Nemzet | Név | Kor | EU | Hová | Szerződés megnevezés | Ár |
| ------- | ----- | ------ | --- | --- | -- | ---- | -------------------- | -- |
|         |       |        |     |     |    |      |                      |    |

Összes bevétel:  0M €

## Bajnokok ligája

### 1. mérkőzések
| 2001. május 1. 20:45 |

| Real Madrid | 0–1               | Bayern München |
| ----------- | ----------------- | -------------- |
|             | (0–0) Jegyzőkönyv | Élber 54'      |

| Santiago Bernabéu stadion, Madrid Játékvezető: Hugh Dallas (skót) |

### 2. mérkőzések
| 2001. május 9. 20:45 |

| Bayern München        | 2–1               | Real Madrid |
| --------------------- | ----------------- | ----------- |
| Élber 8' Jeremies 34' | (2–1) Jegyzőkönyv | Figo 18'    |

| Olimpiai Stadion, München Játékvezető: Kim Milton Nielsen (dán) |

## Interkontinentális kupa
| 2000. november 28. 19:10 |

| Real Madrid                 | 1–2         | Boca Juniors   |
| --------------------------- | ----------- | -------------- |
| Roberto Carlos da Silva 12' | Jegyzőkönyv | Palermo 3'• 6' |

| Nemzeti Olimpiai Stadion, Tokió Nézőszám: 52,511 Játékvezető: Óscar Ruiz (kolumbiai) |

| Real Madrid | Boca Juniors |

| K                  | 25 | Iker Casillas           |     |     |
| V                  | 21 | Geremi                  | 89' |     |
| V                  | 4  | Fernando Hierro         |     |     |
| V                  | 6  | Iván Helguera           | 89' |     |
| V                  | 18 | Aitor Karanka           |     |     |
| V                  | 3  | Roberto Carlos da Silva |     |     |
| KP                 | 24 | Claude Makélélé         |     | 77' |
| KP                 | 10 | Luís Figo               |     |     |
| KP                 | 14 | Guti                    |     |     |
| KP                 | 8  | Steve McManaman         |     | 67' |
| CS                 | 7  | Raúl                    |     |     |
| Substitutes:       |    |                         |     |     |
| K                  | 13 | César                   |     |     |
| V                  | 2  | Míchel Salgado          |     |     |
| V                  | 12 | Iván Campo              |     |     |
| KP                 | 11 | Sávio                   |     | 67' |
| KP                 | 17 | Flavio Conceição        |     |     |
| KP                 | 19 | Santiago Solari         |     |     |
| CS                 | 9  | Fernando Morientes      |     | 77' |
| Vezetőedző:        |    |                         |     |     |
| Vicente del Bosque |    |                         |     |     |

| K              | 1  | Óscar Córdoba              |     |       |
| V              | 4  | Hugo Ibarra                | 69' |       |
| V              | 2  | Jorge Bermúdez             |     |       |
| V              | 13 | Cristian Traverso          |     |       |
| V              | 6  | Aníbal Matellán            |     |       |
| KP             | 22 | Sebastián Battaglia        |     | 90+3' |
| KP             | 5  | Mauricio Serna             |     |       |
| KP             | 18 | José Basualdo              |     |       |
| KP             | 10 | Juan Román Riquelme        |     |       |
| CS             | 16 | Marcelo Delgado            |     | 88'   |
| CS             | 9  | Martín Palermo             |     |       |
| Cserék:        |    |                            |     |       |
| K              | 12 | Roberto Abbondanzieri      |     |       |
| V              | 14 | Nicolás Burdisso           |     | 90+3' |
| KP             | 8  | Julio Marchant             |     |       |
| KP             | 17 | Gustavo Barros Schelotto   |     |       |
| KP             | 24 | José Pereda                |     |       |
| CS             | 7  | Guillermo Barros Schelotto |     | 88'   |
| CS             | 20 | Antonio Barijho            |     |       |
| Vezetőedző:    |    |                            |     |       |
| Carlos Bianchi |    |                            |     |       |

## UEFA-szuperkupa
| 2000. augusztus 25. 20:45 (UTC+2) |

| Real Madrid         | 1–2 (h. u.)     | Galatasaray                |
| ------------------- | --------------- | -------------------------- |
| Raúl 79' (11-esből) | (0–1, 1–1, 1–2) | Jardel 41' (11-esből) 103' |

| II. Lajos Stadion, Monaco Nézőszám: 12 000 Játékvezető: Günter Benkö (osztrák) |

| Real Madrid | Galatasaray |

| REAL MADRID:                                                                                                   |    |                  |         |     |
| |    |                  |         |     |
| GK | 25 | Iker Casillas    |         |     |
| RB | 21 | Geremi           |         |     |
| CB | 12 | Ivan Campo       |         | 66' |
| CB | 6  | Iván Helguera    | 32'     |     |
| LB | 3  | Roberto Carlos   |         |     |
| DM | 20 | Albert Celades   |         | 99' |
| DM | 16 | Claude Makélélé  | 22'     |     |
| RM | 10 | Luís Figo        | 70'     |     |
| LM | 14 | Guti             |         | 53' |
| AM | 11 | Sávio            |         |     |
| CF | 7  | Raúl             |         |     |
| Cserék: |    |                  |         |     |
| CF | 22 | Pedro Munitis    | 99' 53' |     |
| DM | 17 | Flavio Conceição |         | 66' |
| RB | 2  | Míchel Salgado   |         | 99' |
| Vezetőedző: |    |                  |         |     |
| Vicente del Bosque A mérkőzés játékosa: Mario Jardel (Galatasaray SK) Asszisztensek: Egon Bereuter Markus Mayr |    |                  |         |     |

| GALATASARAY:   |    |                  |        |     |
|                |    |                  |        |     |
| GK             | 1  | Cláudio Taffarel |        |     |
| RB             | 3  | Bülent Korkmaz   |        |     |
| CB             | 4  | Gheorghe Popescu |        |     |
| CB             | 35 | Capone           |        | 84' |
| LB             | 57 | Hakan Ünsal      |        |     |
| RM             | 7  | Okan Buruk       | 7' 81' |     |
| CM             | 5  | Emre Belözoğlu   |        |     |
| CM             | 10 | Gheorghe Hagi    |        | 72' |
| MF             | 8  | Suat Kaya        | 29'    |     |
| MF             | 22 | Ümit Davala      | 90'    |     |
| CF             | 9  | Mario Jardel     |        |     |
| Cserék:        |    |                  |        |     |
| DF             | 14 | Fatih Akyel      |        | 84' |
| CF             | 11 | Hasan Şaş        |        | 81' |
| DM             | 28 | Bülent Akin      |        | 72' |
| Vezetőedző:    |    |                  |        |     |
| Mircea Lucescu |    |                  |        |     |

## Végeredmény
| #  | Csapat                    | M  | Gy | D  | V  | RG | KG | GK  | P  |
| -- | ------------------------- | -- | -- | -- | -- | -- | -- | --- | -- |
| 1  | Real Madrid CF            | 38 | 24 | 8  | 6  | 81 | 40 | +41 | 80 |
| 2  | RC Deportivo de La Coruña | 38 | 22 | 7  | 9  | 73 | 44 | +29 | 73 |
| 3  | RCD Mallorca              | 38 | 20 | 11 | 7  | 61 | 43 | +18 | 71 |
| 4  | FC Barcelona              | 38 | 17 | 12 | 9  | 80 | 57 | +23 | 63 |
| 5  | Valencia CF               | 38 | 18 | 9  | 11 | 55 | 34 | +21 | 63 |
| 6  | RC Celta de Vigo          | 38 | 16 | 11 | 11 | 51 | 49 | +2  | 59 |
| 7  | Villarreal CF             | 38 | 16 | 9  | 13 | 58 | 52 | +6  | 57 |
| 8  | Málaga CF                 | 38 | 16 | 8  | 14 | 60 | 61 | -1  | 56 |
| 9  | RCD Espanyol              | 38 | 14 | 8  | 16 | 46 | 44 | +2  | 50 |
| 10 | Deportivo Alavés          | 38 | 14 | 7  | 17 | 58 | 59 | -1  | 49 |
| 11 | UD Las Palmas             | 38 | 13 | 7  | 18 | 42 | 62 | -20 | 46 |
| 12 | Rayo Vallecano            | 38 | 10 | 13 | 15 | 56 | 68 | -12 | 43 |
| 13 | Athletic Club             | 38 | 11 | 10 | 17 | 44 | 60 | -16 | 43 |
| 14 | Real Sociedad             | 38 | 11 | 10 | 17 | 52 | 68 | -16 | 43 |
| 15 | CA Osasuna                | 38 | 10 | 12 | 16 | 43 | 54 | -11 | 42 |
| 16 | Real Valladolid CF        | 38 | 9  | 15 | 14 | 42 | 50 | -8  | 42 |
| 17 | Real Zaragoza             | 38 | 9  | 15 | 14 | 54 | 57 | -3  | 42 |
| 18 | Real Oviedo               | 38 | 11 | 8  | 19 | 51 | 67 | -16 | 41 |
| 19 | Racing de Santander       | 38 | 10 | 9  | 19 | 48 | 62 | -14 | 39 |
| 20 | CD Numancia               | 38 | 10 | 9  | 19 | 40 | 64 | -24 | 39 |

|  | Bajnokok Ligája csoportkör      |
|  | Bajnokok Ligája 3. selejtezőkör |
|  | UEFA-kupa 1.kör                 |
|  | Intertotó-kupa                  |
|  | Kiesett                         |

## Pichichi-trófea

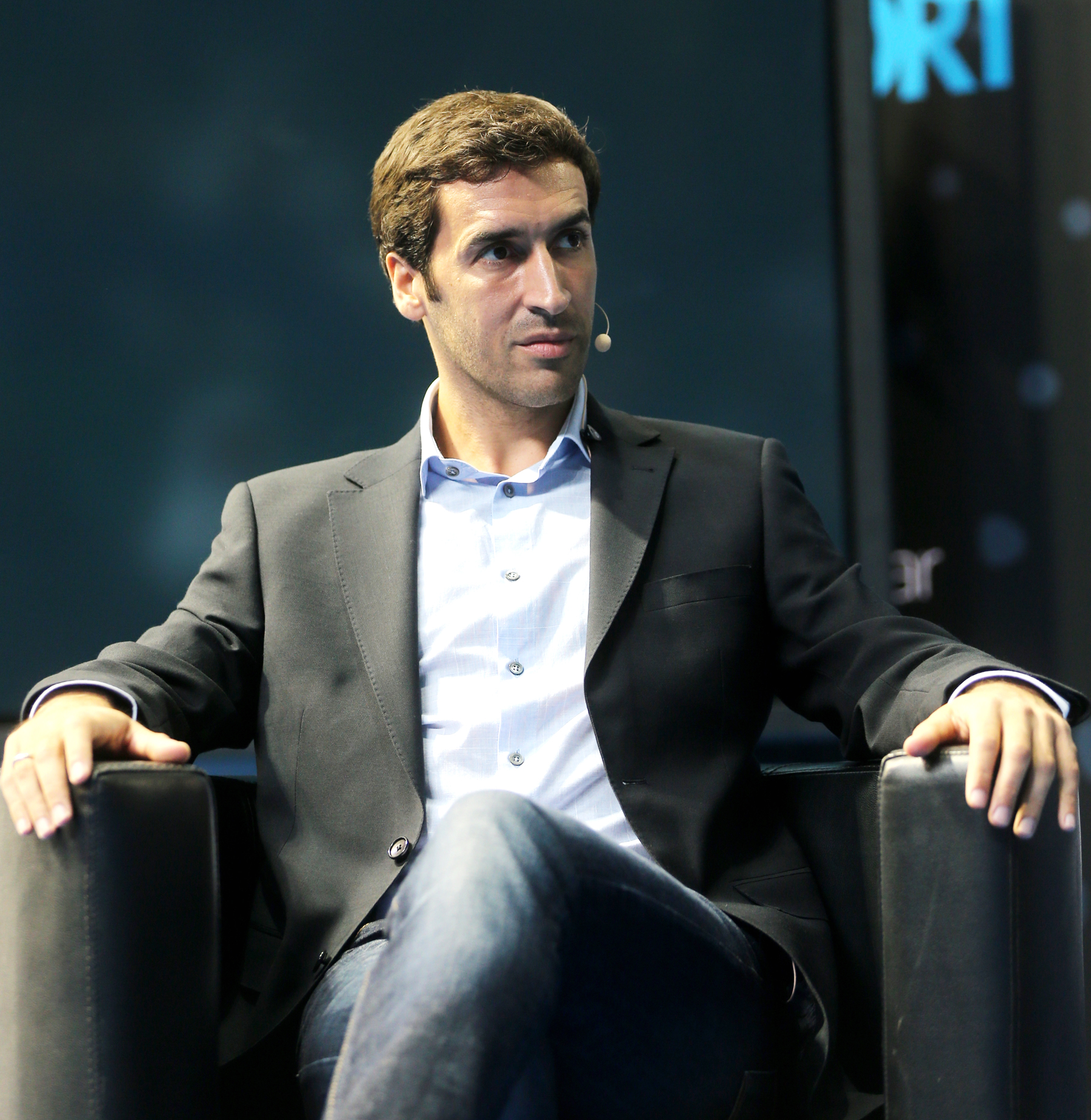
Raúl Pichichi-trófeát nyert.

| Szezon  | Játékos | Nemzetiség | Klub        | Gólok | jegyzet |
| ------- | ------- | ---------- | ----------- | ----- | ------- |
| 2000–01 | Raúl    | spanyol    | Real Madrid | 24    |         |

## Külső hivatkozások
- Hivatalos weboldal